# Чемпіон-Гайтс (Огайо)
Чемпіон-Гайтс (англ. Champion Heights) — переписна місцевість (CDP) в США, в окрузі Трамбалл штату Огайо. Населення — 6386 осіб (2020).

## Географія
Чемпіон-Гайтс розташований за координатами 41°18′11″ пн. ш. 80°51′5″ зх. д. / 41.30306° пн. ш. 80.85139° зх. д. (41.303107, -80.851376).  За даними Бюро перепису населення США в 2010 році переписна місцевість мала площу 21,67 км², уся площа — суходіл.

## Демографія
Згідно з переписом 2010 року, у переписній місцевості мешкало 6498 осіб у 2601 домогосподарстві у складі 1898 родин. Густота населення становила 300 осіб/км².  Було 2788 помешкань (129/км²).
Расовий склад населення:
| - 97,8 % — білих - 0,9 % — чорних або афроамериканців - 0,3 % — азіатів - 0,1 % — корінних американців |

До двох чи більше рас належало 0,8 %. Частка іспаномовних становила 0,9 % від усіх жителів.
За віковим діапазоном населення розподілялося таким чином: 22,5 % — особи молодші 18 років, 56,9 % — особи у віці 18—64 років, 20,6 % — особи у віці 65 років та старші. Медіана віку мешканця становила 44,1 року. На 100 осіб жіночої статі у переписній місцевості припадало 91,5 чоловіків;  на 100 жінок у віці від 18 років та старших — 86,1 чоловіків також старших 18 років.
Середній дохід на одне домашнє господарство  становив 67 965 доларів США (медіана — 51 327), а середній дохід на одну сім'ю — 79 589 доларів (медіана — 70 010). Медіана доходів становила 56 125 доларів для чоловіків та 37 201 долар для жінок. За межею бідності перебувало 7,3 % осіб, у тому числі 9,2 % дітей у віці до 18 років та 6,9 % осіб у віці 65 років та старших.
Цивільне працевлаштоване населення становило 2868 осіб. Основні галузі зайнятості: виробництво — 26,7 %, освіта, охорона здоров'я та соціальна допомога — 23,2 %, роздрібна торгівля — 12,4 %, науковці, спеціалісти, менеджери — 6,2 %.